# Russischer Fußballpokal 1998/99
Der Russische Fußballpokal 1998/99 war die siebte Austragung des russischen Pokalwettbewerbs der Männer. Pokalsieger wurde Zenit St. Petersburg. Das Team setzte sich im Finale am 26. Mai 1999 im Olympiastadion Luschniki von Moskau gegen Dynamo Moskau durch.

## Modus
Bis zur 4. Runde wurden die Paarungen nach regionalen Gesichtspunkten gelost. Die Spiele der ersten Runde wurden Anfang Mai ausgetragen, das Finale im darauffolgenden Jahr Ende Mai, sodass sich der Pokalwettbewerb über 12 ½ Monate erstreckte. Alle Begegnungen wurden in einem Spiel ausgetragen. Bei unentschiedenem Ausgang wurde zur Ermittlung des Siegers eine Verlängerung gespielt. Stand danach kein Sieger fest, folgte ein Elfmeterschießen. Der Pokalsieger qualifizierte sich für den UEFA-Pokal.

## Teilnehmende Teams
| Oberste Division (16) | Oberste Division (16) | 1. Division (22) | 1. Division (22) |
| --- | --- | --- | --- |
| - Dynamo Moskau - Lokomotive Moskau - Spartak Moskau - Torpedo Moskau - ZSKA Moskau - Alanija Wladikawkas - Baltika Kaliningrad - Krylja Sowetow Samara | - Rostselmasch Rostow - Rotor Wolgograd - Schemtschuschina Sotschi - Schinnik Jaroslawl - FK Tjumen - Tschernomorez Noworossijsk - Uralan Elista - Zenit St. Petersburg | - Anschi Machatschkala - Arsenal Tula - Dynamo Stawropol - Druschba Maikop - Fakel Woronesch - Gasowik-Gasprom Ischewsk - Irtysch Omsk - KAMAS Nabereschnyje Tschelny - Kuban Krasnodar - Kristall Smolensk - Lokomotive Tschita | - Lada-Grad Dimitrowgrad - Lokomotive Nischni Nowgorod - Lokomotive St. Petersburg - FK Lada Toljatti-WAS - Metallurg Lipezk - FK Neftechimik Nischnekamsk - Rubin Kasan - Saturn Ramenskoje - PFK Sokol Saratow - Spartak Naltschik - Tom Tomsk |
| 2. Division (116) | | | |
| - Amkar Perm - Amur Blagoweschtschensk - FK Anapa - Angara Angarsk - Anguscht Nasran - Arsenal-2 Tula - Asmaral Moskau - Awangard Kursk - Awtodor Wladikawkas - Awtomobilist Noginsk - Awtosaptschast Baksan - FK Balakowo - Beschtau Lermontow - Biochimik-Mordowija Saransk - FK Chimki - FK Don Nowomoskowsk - Chimik Dserschinsk - Diana Wolschsk - Druschba Joschkar-Ola - Dynamo Barnaul - Dynamo Brjansk - Dynamo Ischewsk - Dynamo Machatschkala - Dynamo Omsk - Dynamo Perm - FK Dynamo St. Petersburg - Dynamo Wologda - Energija Tschaikowski - Energija Uljanowsk | - Energetik Uren - Energija Welikije Luki - Fabus Bronnizky - Gasowik Orenburg - Gigant Woskressensk - Gornjak Raitschichinsk - Iriston Wladikawkas - Irtysch Tobolsk - Iskra Engels - Kawkaskabel Prochladny - FK Kolomna - Kosmos Dolgoprudny - FK Krasnosnamensk-Seljatino - Krasnogwardejez Moskau - Kuban Slawjansk-na-Kubani - Kusbass Kemerewo - Lokomotive Kaluga - Lokomotive Liski - Lokomotive-Tajm Mineralnyje Wody - FK Lutsch Wladiwostok - Metallurg Krasnojarsk - Magnitka Magnitogorsk - FK Meschduretschensk - Metallurg Nowokusnezk - Metallurg Krasny Sulin - FK Mosdok - Monolit Moskau - FK Mosenergo Moskau - Nart Nartkala | - Nart Tscherkessk - Neftjanik Jaroslawl - Neftjanik Pochwistnewo - Niwa Slawjansk-na-Kubani - Nosta Nowotroizk - Okean Nachodka - FK Orjol - Progress Selenodolsk - FK Pskow - FK Rotor Kamyschin - Samotlor-XXI Nischnewartowsk - FK Saljut-Jukos Belgorod - Saljut Saratow - Sarja Leninsk-Kusnezki - Schachtjor Schachty - Selenga Ulan-Ude - Sibirjak Bratsk - Spartak Brjansk - FK Sibir Kurgan - FK SKA-Chabarowsk - Sodowik Sterlitamak - Spartak Kostroma - Spartak Luchowizy - FK Spartak Orechowo - FK Spartak Rjasan - Spartak Schtschjolkowo - Spartak Tambow - Spartak-Telekom Schuja - Sportakademklub Moskau | - Stroitel Morschansk - Swesda Irkutsk - Swetotechnika Saransk - Tekstilschtschik Iwanowo - FK Titan Reutow - Torgmasch Ljuberzy - Torpedo Armawir - Torpedo Arsamas - Torpedo Georgijewsk - Torpedo Rubzowsk - Torpedo Pawlowo - Torpedo-SIL Moskau - Torpedo Taganrog - Torpedo-Wiktorija Nischni Nowgorod - Torpedo Wolschski - Torpedo Wladimir - Trubnik Kamensk-Uralski - Tschkalowez Nowosibirsk - UralAZ Miass - Uralez Nischni Tagil - Uralmasch Jekaterinburg - Wenez Gulkewitschi - Wiktorija Nasarowo - Wolga Twer - Wolga Uljanowsk - Wolgar-Gasprom Astrachan - Wolotschanin Wyschni Wolotschok - Zenit Pensa - Zenit Tscheljabinsk |

Römische Ziffern in Klammern geben die Ligastufe an, an der die Vereine während der Saison 1998 teilnehmen.

## 1. Runde
| Datum      |                                        | Ergebnis  |                                |
| ---------- | -------------------------------------- | --------- | ------------------------------ |
| 08.05.1998 | Wolgar-Gasprom Astrachan (III)         | 2:0       | Dynamo Machatschkala (III)     |
| 08.05.1998 | Schachtjor Schachty (III)              | 2:1       | Wenez Gulkewitschi (III)       |
| 08.05.1998 | Nart Nartkala (III)                    | 3:2       | Anguscht Nasran (III)          |
| 08.05.1998 | Nart Tscherkessk (III)                 | 0:1       | Torpedo Armawir (III)          |
| 08.05.1998 | Metallurg Krasny Sulin (III)           | kampflos  | Torpedo Taganrog (III)         |
| 08.05.1998 | Lokomotive-Tajm Mineralnyje Wody (III) | 2:3 n. V. | Torpedo Georgijewsk (III)      |
| 08.05.1998 | Kuban Slawjansk-na-Kubani (III)        | kampflos  | Niwa Slawjansk-na-Kubani (III) |
| 08.05.1998 | Iriston Wladikawkas (III)              | 2:3 n. V. | Awtodor Wladikawkas (III)      |
| 08.05.1998 | FK Mosdok (III)                        | 1:0       | Kawkaskabel Prochladny (III)   |
| 08.05.1998 | Beschtau Lermontow (III)               | kampflos  | FK Spartak Orechowo (III)      |

## 2. Runde
| Datum      |                                       | Ergebnis              |                                          |
| ---------- | ------------------------------------- | --------------------- | ---------------------------------------- |
| 26.05.1998 | Torpedo Rubzowsk (III)                | 3:2                   | Dynamo Barnaul (III)                     |
| 26.05.1998 | Torgmasch Ljuberzy (III)              | 0:2                   | FK Spartak Orechowo (III)                |
| 26.05.1998 | FK Titan Reutow (III)                 | 1:3                   | Kristall Smolensk (II)                   |
| 26.05.1998 | Stroitel Morschansk (III)             | 2:1                   | Spartak Tambow (III)                     |
| 26.05.1998 | Spartak Luchowizy (III)               | 1:3                   | FK Spartak Rjasan (III)                  |
| 26.05.1998 | Spartak Brjansk (III)                 | 1:0                   | FK Saljut-Jukos Belgorod (III)           |
| 26.05.1998 | Sibirjak Bratsk (III)                 | 2:1 n. V.             | Swesda Irkutsk (III)                     |
| 26.05.1998 | Selenga Ulan-Ude (III)                | 2:1                   | Lokomotive Tschita (II)                  |
| 26.05.1998 | Metallurg Krasnojarsk (III)           | 1:0                   | Wiktorija Nasarowo (III)                 |
| 26.05.1998 | FK Lutsch Wladiwostok (III)           | 2:1                   | Okean Nachodka (III)                     |
| 26.05.1998 | Kusbass Kemerewo (III)                | 0:3                   | Tom Tomsk (II)                           |
| 26.05.1998 | Krasnogwardejez Moskau (III)          | kampflos              | Arsenal Tula (II)                        |
| 26.05.1998 | Gornjak Raitschichinsk (III)          | kampflos              | Amur Blagoweschtschensk (III)            |
| 26.05.1998 | Gigant Woskressensk (III)             | kampflos              | Dynamo Brjansk (III)                     |
| 26.05.1998 | FK Meschduretschensk (III)            | 0:2                   | Metallurg Nowokusnezk (III)              |
| 26.05.1998 | FK Kolomna (III)                      | 1:6                   | Saturn Ramenskoje (II)                   |
| 26.05.1998 | FK Don Nowomoskowsk (III)             | 1:0                   | Fakel Woronesch (II)                     |
| 26.05.1998 | Tschkalowez Nowosibirsk (III)         | 2:1 n. V.             | Sarja Leninsk-Kusnezki (III)             |
| 26.05.1998 | Awangard Kursk (III)                  | 0:1                   | FK Orjol (III)                           |
| 26.05.1998 | Asmaral Moskau (III)                  | 1:1 n. V. (4:2 i. E.) | Lokomotive Liski (III)                   |
| 26.05.1998 | Arsenal-2 Tula (III)                  | 0:2                   | Metallurg Lipezk (II)                    |
| 26.05.1998 | Angara Angarsk (III)                  | kampflos              | FK SKA-Chabarowsk (III)                  |
| 26.05.1998 | Zenit Pensa (III)                     | 1:0                   | Swetotechnika Saransk (III)              |
| 27.05.1998 | Dynamo Ischewsk (III)                 | 1:2                   | Gasowik-Gasprom Ischewsk (II)            |
| 27.05.1998 | Zenit Tscheljabinsk (III)             | 2:1                   | UralAZ Miass (III)                       |
| 27.05.1998 | Wolotschanin Wyschni Wolotschok (III) | 0:0 n. V. (2:4 i. E.) | Lokomotive St. Petersburg (II)           |
| 27.05.1998 | Uralez Nischni Tagil (III)            | 0:0 n. V. (5:6 i. E.) | Uralmasch Jekaterinburg (III)            |
| 27.05.1998 | Trubnik Kamensk-Uralski (III)         | 2:0                   | FK Sibir Kurgan (III)                    |
| 27.05.1998 | Torpedo Wladimir (III)                | 3:2                   | FK Mosenergo Moskau (III)                |
| 27.05.1998 | Torpedo Taganrog (III)                | 2:1                   | Schachtjor Schachty (III)                |
| 27.05.1998 | Torpedo Georgijewsk (III)             | 1:2                   | Wolgar-Gasprom Astrachan (III)           |
| 27.05.1998 | Torpedo Armawir (III)                 | 0:3                   | Dynamo Stawropol (II)                    |
| 27.05.1998 | Sportakademklub Moskau (III)          | 2:1                   | FK Chimik (III)                          |
| 27.05.1998 | Spartak-Telekom Schuja (III)          | 1:1 n. V. (4:3 i. E.) | Torpedo-Wiktorija Nischni Nowgorod (III) |
| 27.05.1998 | Spartak Kostroma (III)                | 3:3 n. V. (4:2 i. E.) | Tekstilschtschik Iwanowo (III)           |
| 27.05.1998 | Saljut Saratow (III)                  | 2:1                   | Torpedo Wolschski (III)                  |
| 27.05.1998 | Progress Selenodolsk (III)            | 1:0                   | FK Neftechimik Nischnekamsk (II)         |
| 27.05.1998 | Neftjanik Jaroslawl (III)             | 3:1                   | Dynamo Wologda (III)                     |
| 27.05.1998 | Neftjanik Pochwistnewo (III)          | 1:0                   | FK Lada Toljatti-WAS (II)                |
| 27.05.1998 | Monolit Moskau (III)                  | 0:5                   | Torpedo-SIL Moskau (III)                 |
| 27.05.1998 | Magnitka Magnitogorsk (III)           | 1:2                   | Nosta Nowotroizk (III)                   |
| 27.05.1998 | Lokomotive Kaluga (III)               | 4:1 n. V.             | FK Krasnosnamensk-Seljatino (III)        |
| 27.05.1998 | Kuban Slawjansk-na-Kubani (III)       | 1:4                   | Druschba Maikop (II)                     |
| 27.05.1998 | Kuban Krasnodar (II)                  | 2:0 n. V.             | FK Anapa (III)                           |
| 27.05.1998 | Kosmos Dolgoprudny (III)              | 1:1 n. V. (6:5 i. E.) | Awtomobilist Noginsk (III)               |
| 27.05.1998 | Chimik Dserschinsk (III)              | 0:3                   | Torpedo Pawlowo (III)                    |
| 27.05.1998 | Iskra Engels (III)                    | 3:3 n. V. (1:4 i. E.) | FK Rotor Kamyschin (III)                 |
| 27.05.1998 | Irtysch Tobolsk (III)                 | 1:0                   | Samotlor-XXI Nischnewartowsk (III)       |
| 27.05.1998 | Gasowik Orenburg (III)                | 0:4                   | Sodowik Sterlitamak (III)                |
| 27.05.1998 | FK Pskow (III)                        | 0:1                   | FK Dynamo St. Petersburg (III)           |
| 27.05.1998 | FK Balakowo (III)                     | 1:3                   | PFK Sokol Saratow (II)                   |
| 27.05.1998 | Fabus Bronnizky (III)                 | 0:3                   | Spartak Schtschjolkowo (III)             |
| 27.05.1998 | Energija Welikije Luki (III)          | 3:2                   | Wolga Twer (III)                         |
| 27.05.1998 | Energetik Uren (III)                  | 1:0                   | Lokomotive Nischni Nowgorod (II)         |
| 27.05.1998 | Energija Uljanowsk (III)              | 1:3                   | Lada-Grad Dimitrowgrad (II)              |
| 27.05.1998 | Energija Tschaikowski (III)           | 1:0 n. V.             | KAMAS Nabereschnyje Tschelny (II)        |
| 27.05.1998 | Dynamo Perm (III)                     | 0:4                   | Amkar Perm (III)                         |
| 27.05.1998 | Druschba Joschkar-Ola (III)           | 0:1                   | Rubin Kasan (II)                         |
| 27.05.1998 | Diana Wolschsk (III)                  | 4:0                   | Wolga Uljanowsk (III)                    |
| 27.05.1998 | Biochimik-Mordowija Saransk (III)     | 2:1                   | Torpedo Arsamas (III)                    |
| 27.05.1998 | Beschtau Lermontow (III)              | 1:2                   | FK Mosdok (III)                          |
| 27.05.1998 | Awtodor Wladikawkas (III)             | 2:0                   | Spartak Naltschik (II)                   |
| 27.05.1998 | Anschi Machatschkala (II)             | 7:0                   | Nart Nartkala (III)                      |
| 27.05.1998 | Dynamo Omsk (III)                     | 1:0                   | Irtysch Omsk (II)                        |

## 3. Runde
| Datum      |                                | Ergebnis              |                                   |
| ---------- | ------------------------------ | --------------------- | --------------------------------- |
| 06.07.1998 | Zenit Pensa (III)              | 2:2 n. V. (4:3 i. E.) | Stroitel Morschansk (III)         |
| 06.07.1998 | Wolgar-Gasprom Astrachan (III) | 1:2                   | Anschi Machatschkala (II)         |
| 06.07.1998 | Uralmasch Jekaterinburg (III)  | 7:0                   | Trubnik Kamensk-Uralski (III)     |
| 06.07.1998 | Torpedo-SIL Moskau (III)       | 4:0                   | Sportakademklub Moskau (III)      |
| 06.07.1998 | Torpedo Rubzowsk (III)         | 3:4                   | Tschkalowez Nowosibirsk (III)     |
| 06.07.1998 | Torpedo Pawlowo (III)          | 2:3                   | Torpedo Wladimir (III)            |
| 06.07.1998 | Spartak-Telekom Schuja (III)   | 2:0                   | Spartak Kostroma (III)            |
| 06.07.1998 | FK Spartak Orechowo (III)      | 1:0 n. V.             | Kristall Smolensk (II)            |
| 06.07.1998 | FK Spartak Rjasan (III)        | 4:2                   | Spartak Schtschjolkowo (III)      |
| 06.07.1998 | Spartak Brjansk (III)          | 3:4                   | Asmaral Moskau (III)              |
| 06.07.1998 | Sodowik Sterlitamak (III)      | 0:2                   | Energija Tschaikowski (III)       |
| 06.07.1998 | FK SKA-Chabarowsk (III)        | 1:0                   | FK Lutsch Wladiwostok (III)       |
| 06.07.1998 | FK Rotor Kamyschin (III)       | kampflos              | PFK Sokol Saratow (II)            |
| 06.07.1998 | Nosta Nowotroizk (III)         | 3:0                   | Zenit Tscheljabinsk (III)         |
| 06.07.1998 | Neftjanik Pochwistnewo (III)   | 3:1                   | Saljut Saratow (III)              |
| 06.07.1998 | Metallurg Krasnojarsk (III)    | 5:0                   | Sibirjak Bratsk (III)             |
| 06.07.1998 | Lokomotive St. Petersburg (II) | 2:1 n. V.             | Neftjanik Jaroslawl (III)         |
| 06.07.1998 | Lada-Grad Dimitrowgrad (II)    | 3:1                   | Diana Wolschsk (III)              |
| 06.07.1998 | FK Orjol (III)                 | 4:0                   | Lokomotive Kaluga (III)           |
| 06.07.1998 | FK Mosdok (III)                | 0:1                   | Awtodor Wladikawkas (III)         |
| 06.07.1998 | Energetik Uren (III)           | 2:0                   | Biochimik-Mordowija Saransk (III) |
| 06.07.1998 | Dynamo Stawropol (II)          | 1:0                   | Torpedo Taganrog (III)            |
| 06.07.1998 | FK Dynamo St. Petersburg (III) | 3:2 n. V.             | Energija Welikije Luki (III)      |
| 06.07.1998 | Druschba Maikop (II)           | 3:0                   | Kuban Krasnodar (III)             |
| 06.07.1998 | Arsenal Tula (II)              | 2:1                   | FK Don Nowomoskowsk (III)         |
| 06.07.1998 | Amur Blagoweschtschensk (III)  | 3:0                   | Selenga Ulan-Ude (III)            |
| 06.07.1998 | Amkar Perm (III)               | 2:1                   | Gasowik-Gasprom Ischewsk (II)     |
| 06.07.1998 | Rubin Kasan (II)               | 2:0                   | Progress Selenodolsk (III)        |
| 06.07.1998 | Dynamo Omsk (III)              | 2:1                   | Irtysch Tobolsk (III)             |
| 06.07.1998 | Tom Tomsk (II)                 | 2:0                   | Metallurg Nowokusnezk (III)       |
| 06.07.1998 | Saturn Ramenskoje (II)         | 1:0                   | Kosmos Dolgoprudny (III)          |
| 06.07.1998 | Metallurg Lipezk (II)          | 8:1                   | Dynamo Brjansk (III)              |

## 4. Runde
| Datum      |                                | Ergebnis  |                                |
| ---------- | ------------------------------ | --------- | ------------------------------ |
| 22.07.1998 | Torpedo-SIL Moskau (III)       | 2:1       | Lokomotive St. Petersburg (II) |
| 22.07.1998 | Torpedo Wladimir (III)         | 1:2 n. V. | FK Spartak Orechowo (III)      |
| 22.07.1998 | PFK Sokol Saratow (II)         | 1:0       | Neftjanik Pochwistnewo (III)   |
| 22.07.1998 | Saturn Ramenskoje (II)         | 3:1 n. V. | Spartak-Telekom Schuja (III)   |
| 22.07.1998 | Nosta Nowotroizk (III)         | 4:3       | Uralmasch Jekaterinburg (III)  |
| 22.07.1998 | Metallurg Lipezk (II)          | 4:0       | Asmaral Moskau (III)           |
| 22.07.1998 | Lada-Grad Dimitrowgrad (II)    | 2:0       | Zenit Pensa (III)              |
| 22.07.1998 | FK Orjol (III)                 | 1:3       | Arsenal Tula (II)              |
| 22.07.1998 | FK Dynamo St. Petersburg (III) | 2:1       | FK Spartak Rjasan (III)        |
| 22.07.1998 | Druschba Maikop (II)           | 1:0 n. V. | Dynamo Stawropol (II)          |
| 22.07.1998 | Tschkalowez Nowosibirsk (III)  | 4:1       | Dynamo Omsk (III)              |
| 22.07.1998 | Awtodor Wladikawkas (III)      | 3:1       | Anschi Machatschkala (II)      |
| 22.07.1998 | Amur Blagoweschtschensk (III)  | 1:0       | FK SKA-Chabarowsk (III)        |
| 22.07.1998 | Amkar Perm (III)               | 2:1 n. V. | Energija Tschaikowski (III)    |
| 22.07.1998 | Tom Tomsk (II)                 | 1:0       | Metallurg Krasnojarsk (III)    |
| 22.07.1998 | Rubin Kasan (II)               | 2:3 n. V. | Energetik Uren (III)           |

## 5. Runde
Die 16 Erstligisten stiegen in dieser Runde ein und mussten auswärts antreten.
| Datum      |                                | Ergebnis              |                                |
| ---------- | ------------------------------ | --------------------- | ------------------------------ |
| 11.09.1998 | Torpedo-SIL Moskau (III)       | 0:7                   | Dynamo Moskau (I)              |
| 12.09.1998 | Tom Tomsk (II)                 | 1:0                   | Uralan Elista (I)              |
| 12.09.1998 | FK Spartak Orechowo (III)      | 3:0                   | FK Tjumen (I)                  |
| 12.09.1998 | PFK Sokol Saratow (II)         | 2:2 n. V. (1:4 i. E.) | Zenit St. Petersburg (I)       |
| 12.09.1998 | Saturn Ramenskoje (II)         | 1:0                   | Tschernomorez Noworossijsk (I) |
| 12.09.1998 | Nosta Nowotroizk (III)         | 2:1                   | Baltika Kaliningrad (I)        |
| 12.09.1998 | Metallurg Lipezk (II)          | 2:2 n. V. (4:3 i. E.) | Lokomotive Moskau (I)          |
| 12.09.1998 | Lada-Grad Dimitrowgrad (II)    | 0:1                   | Rostselmasch Rostow (I)        |
| 12.09.1998 | Energetik Uren (III)           | 1:2 n. V.             | Schemtschuschina Sotschi (I)   |
| 12.09.1998 | FK Dynamo St. Petersburg (III) | 0:1 n. V.             | Alanija Wladikawkas (I)        |
| 12.09.1998 | Druschba Maikop (II)           | 1:3                   | Rotor Wolgograd (I)            |
| 12.09.1998 | Tschkalowez Nowosibirsk (III)  | 0:0 n. V. (2:4 i. E.) | Schinnik Jaroslawl (I)         |
| 12.09.1998 | Awtodor Wladikawkas (III)      | 2:1 n. V.             | Krylja Sowetow Samara (I)      |
| 12.09.1998 | Arsenal Tula (II)              | 1:0                   | Torpedo Moskau (I)             |
| 12.09.1998 | Amur Blagoweschtschensk (III)  | 0:2                   | ZSKA Moskau (I)                |
| 12.09.1998 | Amkar Perm (III)               | 1:0                   | Spartak Moskau (I)             |

## Achtelfinale
| Datum      |                              | Ergebnis              |                           |
| ---------- | ---------------------------- | --------------------- | ------------------------- |
| 06.11.1998 | Schinnik Jaroslawl (I)       | 2:1 n. V.             | Nosta Nowotroizk (III)    |
| 07.11.1998 | Schemtschuschina Sotschi (I) | 1:4                   | Zenit St. Petersburg (I)  |
| 08.11.1998 | Rostselmasch Rostow (I)      | 1:0                   | Amkar Perm (III)          |
| 10.11.1998 | FK Spartak Orechowo (III)    | 0:0 n. V. (2:4 i. E.) | Saturn Ramenskoje (II)    |
| 10.11.1998 | Rotor Wolgograd (I)          | 3:3 n. V. (4:2 i. E.) | Awtodor Wladikawkas (III) |
| 10.11.1998 | Dynamo Moskau (I)            | 1:0                   | Alanija Wladikawkas (I)   |
| 10.11.1998 | ZSKA Moskau (I)              | 2:1                   | Tom Tomsk (II)            |
| 10.11.1998 | Arsenal Tula (II)            | 4:1                   | Metallurg Lipezk (II)     |

## Viertelfinale
| Datum      |                          | Ergebnis  |                         |
| ---------- | ------------------------ | --------- | ----------------------- |
| 06.04.1999 | ZSKA Moskau (I)          | 1:0       | Schinnik Jaroslawl (I)  |
| 07.04.1999 | Zenit St. Petersburg (I) | 2:0       | Rostselmasch Rostow (I) |
| 07.04.1999 | Rotor Wolgograd (I)      | 4:1       | Arsenal Tula (II)       |
| 07.04.1999 | Dynamo Moskau (I)        | 1:0 n. V. | Saturn Ramenskoje (II)  |

## Halbfinale
| Datum      |                          | Ergebnis              |                   |
| ---------- | ------------------------ | --------------------- | ----------------- |
| 21.04.1999 | Zenit St. Petersburg (I) | 1:0                   | ZSKA Moskau (I)   |
| 21.04.1999 | Rotor Wolgograd (I)      | 2:2 n. V. (6:7 i. E.) | Dynamo Moskau (I) |

## Finale
| Paarung              | Dynamo Moskau – Zenit St. Petersburg |
| Ergebnis             | 1:3 (1:0) |
| Datum                | 26. Mai 1999 |
| Stadion              | Olympiastadion Luschniki, Moskau |
| Zuschauer            | 20.000 |
| Schiedsrichter       | Nikolai Frolow |
| Tore                 | 1:0 Nikolai Pissarew (23.) 1:1 Alexander Panow (55.) 1:2 Alexander Panow (58.) 1:3 Roman Maksimjuk (66.) |
| Dynamo Moskau        | Jewgeni Plotnikow – Denis Kljujew , Andrej Astrouski, Aleksandr Totschilin, Konstantin Golowskoi – Wladislaw Radimow, Sergei Grischin (63. Lucky Isibor), Rolan Gussew, Nikolai Pissarew (53. Aljaksandr Kultschy) – Maksim Ramaschtschanka, Oleg Terjochin. Cheftrainer: Georgi Jarzew |
| Zenit St. Petersburg | Roman Beresowski – Oleksandr Babij, Andrei Kondraschow, Sargis Howsepjan, Aleksei Igonin – Jurij Wernidub , Konstantin Lepjochin, Oleksandr Horschkow, Hennadij Popowitsch (69. Igor Sasulin) – Roman Maksimjuk (76. Andrej Kobelew), Alexander Panow. Cheftrainer: Anatoli Davydow     |
| Gelbe Karten         | Konstantin Golowskoi, Aleksandr Totschilin, Wladislaw Radimow – Aleksei Igonin, Sargis Howsepjan, Hennadij Popowitsch |
| Platzverweise        | Andrej Astrouski (89.) – keine |